# Anglo-Scottish Cup 1979/80
Der Anglo-Scottish Cup wurde 1979/80 zum 5. Mal ausgespielt. Das Turnier für Fußball-Vereinsmannschaften aus England und Schottland galt als Nachfolger des Texaco Cup. Der Pokal wurde unter insgesamt 24 Teilnehmern ausgespielt. Davon waren 16 Vereine dem englischen Verband unterstehend sowie acht Vereine der Scottish FA. Er begann am 28. Juli 1979 und endete mit dem Finalrückspiel am 16. April 1980 an der Love Street in Paisley. Als Titelverteidiger startete der FC Burnley in den Wettbewerb, der im Vorjahresfinale gegen Oldham Athletic gewann. Im diesjährigen Endspiel trafen der FC St. Mirren aus Schottland und Bristol City aus England aufeinander. Beide Vereine standen sich bereits im Jahr 1978 im Endspiel gegenüber. Damals gewann Bristol nach Hin- und Rückspiel mit 3:2. Der FC St. Mirren konnte sich in diesem Jahr im Finale mit dem Gesamtergebnis von 5:1 durchsetzen.

## 1. Runde

### Gruppenphase England

#### Gruppe A
Ausgetragen wurden die Begegnungen zwischen dem 29. Juli und 11. August 1979.
| Pl. | Verein            | Sp. | S | U | N | Tore    | Diff. | Punkte |
| --- | ----------------- | --- | - | - | - | ------- | ----- | ------ |
| 1.  | Preston North End | 3   | 2 | 1 | 0 | 006:300 | +3    | 05     |
| 2.  | Blackburn Rovers  | 3   | 0 | 3 | 0 | 005:500 | ±0    | 03     |
| 3.  | FC Blackpool      | 3   | 1 | 1 | 1 | 006:700 | −1    | 03     |
| 4.  | FC Burnley        | 3   | 0 | 1 | 2 | 005:700 | −2    | 01     |

| 1. Spieltag       |     |                   |
| FC Blackpool      | 2:2 | Blackburn Rovers  |
| Blackburn Rovers  | 2:2 | FC Burnley        |
| 2. Spieltag       |     |                   |
| Preston North End | 3:1 | FC Blackpool      |
| Blackburn Rovers  | 1:1 | Preston North End |
| 3. Spieltag       |     |                   |
| FC Blackpool      | 3:2 | FC Burnley        |
| Burnley           | 1:2 | Preston North End |

#### Gruppe B
Ausgetragen wurden die Begegnungen zwischen dem 2. und 11. August 1979.
| Pl. | Verein           | Sp. | S | U | N | Tore    | Diff. | Punkte |
| --- | ---------------- | --- | - | - | - | ------- | ----- | ------ |
| 1.  | Bolton Wanderers | 3   | 2 | 1 | 0 | 007:300 | +4    | 05     |
| 2.  | FC Bury          | 3   | 1 | 1 | 1 | 007:600 | +1    | 03     |
| 3.  | Oldham Athletic  | 3   | 2 | 0 | 1 | 005:500 | ±0    | 04     |
| 4.  | AFC Sunderland   | 3   | 0 | 0 | 3 | 003:800 | −5    | 0      |

| 1. Spieltag      |     |                  |
| Bolton Wanderers | 2:2 | FC Bury          |
| FC Bury          | 4:2 | AFC Sunderland   |
| 2. Spieltag      |     |                  |
| Oldham Athletic  | 1:3 | Bolton Wanderers |
| Bolton Wanderers | 2:0 | AFC Sunderland   |
| 3. Spieltag      |     |                  |
| FC Bury          | 1:2 | Oldham Athletic  |
| AFC Sunderland   | 1:2 | Oldham Athletic  |

#### Gruppe C
Ausgetragen wurden die Begegnungen zwischen dem 29. Juli und 11. August 1979.
| Pl. | Verein           | Sp. | S | U | N | Tore    | Diff. | Punkte |
| --- | ---------------- | --- | - | - | - | ------- | ----- | ------ |
| 1.  | Sheffield United | 3   | 3 | 0 | 0 | 003:000 | +3    | 06     |
| 2.  | Cambridge United | 3   | 1 | 1 | 1 | 004:300 | +1    | 03     |
| 3.  | Notts County     | 3   | 1 | 0 | 2 | 002:400 | −2    | 02     |
| 4.  | Mansfield Town   | 3   | 0 | 1 | 2 | 001:300 | −2    | 01     |

| 1. Spieltag      |     |                  |
| Sheffield United | 1:0 | Mansfield Town   |
| Cambridge United | 0:1 | Sheffield United |
| 2. Spieltag      |     |                  |
| Mansfield Town   | 0:1 | Notts County     |
| Notts County     | 0:1 | Sheffield United |
| 3. Spieltag      |     |                  |
| Cambridge United | 1:1 | Mansfield Town   |
| Notts County     | 1:3 | Cambridge United |

#### Gruppe D
Ausgetragen wurden die Begegnungen zwischen dem 4. und 11. August 1979.
| Pl. | Verein          | Sp. | S | U | N | Tore    | Diff. | Punkte |
| --- | --------------- | --- | - | - | - | ------- | ----- | ------ |
| 1.  | Bristol City    | 2   | 2 | 0 | 0 | 005:000 | +5    | 04     |
| 2.  | Birmingham City | 3   | 1 | 1 | 1 | 006:500 | +1    | 03     |
| 3.  | Plymouth Argyle | 3   | 0 | 2 | 1 | 001:200 | −1    | 02     |
| 4.  | FC Fulham       | 3   | 1 | 0 | 2 | 001:600 | −5    | 02     |

| 1. Spieltag     |     |                 |
| Birmingham City | 0:4 | Bristol City    |
| FC Fulham       | 1:0 | Plymouth Argyle |
| 2. Spieltag     |     |                 |
| Plymouth Argyle | 1:1 | Birmingham City |
| FC Fulham       | 0:5 | Birmingham City |
| 3. Spieltag     |     |                 |
| Plymouth Argyle | 1:1 | Bristol City    |
| Bristol City    | 1:0 | FC Fulham       |

### K.-o.-System Schottland
Ausgetragen wurden die Begegnungen zwischen dem 28. Juli und 8. August 1979.
|                 | Gesamt    |                      | Hinspiel | Rückspiel |
| --------------- | --------- | -------------------- | -------- | --------- |
| Berwick Rangers | 1:8       | Greenock Morton      | 0:4      | 1:4       |
| Partick Thistle | 2:1       | Dunfermline Athletic | 1:1      | 1:0       |
| FC St. Mirren   | 4:3       | Hibernian Edinburgh  | 3:3      | 0:1       |
| FC Dundee       | (a)4:4(a) | FC Kilmarnock        | 1:1      | 3:3       |

## Viertelfinale
Ausgetragen wurden die Spiele zwischen dem 4. September und 23. Oktober 1979.
|                   | Gesamt |                  | Hinspiel | Rückspiel |
| ----------------- | ------ | ---------------- | -------- | --------- |
| Sheffield United  | 3:1    | FC Dundee        | 2:1      | 1:0       |
| Partick Thistle   | 1:3    | Bristol City     | 1:1      | 0:2       |
| Preston North End | 1:5    | Greenock Morton  | 1:3      | 0:2       |
| FC St. Mirren     | 5:4    | Bolton Wanderers | 4:2      | 1:2       |

## Halbfinale
Ausgetragen wurden die Spiele zwischen dem 30. Oktober 1979 und 15. Januar 1980.
|                  | Gesamt |                 | Hinspiel | Rückspiel |
| ---------------- | ------ | --------------- | -------- | --------- |
| Sheffield United | 0:4    | FC St. Mirren   | 0:0      | 0:4       |
| Bristol City     | 3:2    | Greenock Morton | 2:2      | 1:0       |

## Finale

### Hinspiel
| Bristol City                                   | Bristol City | FC St. Mirren | FC St. Mirren |
| ---------------------------------------------- | --- | --- | ------------- |
| Bristol City                                   | \| 25. März 1980 in Bristol (Ashton Gate Stadium) \| \| Ergebnis: 0:2 \| \| Zuschauer: 3.731 \| \| Spielbericht \|                                                                                           | \| 25. März 1980 in Bristol (Ashton Gate Stadium) \| \| Ergebnis: 0:2 \| \| Zuschauer: 3.731 \| \| Spielbericht \|                                                                        | FC St. Mirren |
| Bristol City                                   | Ray Cashley – Gerry Sweeney, Clive Whitehead, Jimmy Mann (??. Howard Pritchard), Don Gillies, Geoff Merrick, Kevin Mabbutt, Tony Pitzpatrick, Joe Royle, Tom Ritchie, Trevor Tainton Cheftrainer: Alan Dicks | Billy Thomson – John Young, Alex Beckett, Iain Munro, Mark Fulton, Jackie Copland, Jimmy Bone, Billy Stark, Doug Somner, Peter Weir, Alan Logan (??. Jeff Curran) Cheftrainer: Jim Clunie | FC St. Mirren |
| Bristol City                                   | 0:1 Billy Stark 0:2 Billy Stark | | FC St. Mirren |
| 25. März 1980 in Bristol (Ashton Gate Stadium) | | |               |
| Ergebnis: 0:2                                  | | |               |
| Zuschauer: 3.731                               | | |               |
| Spielbericht                                   | | |               |

### Rückspiel
| FC St. Mirren                           | FC St. Mirren | Bristol City | Bristol City |
| --------------------------------------- | --- | --- | ------------ |
| FC St. Mirren                           | \| 16. April 1980 in Paisley (Love Street) \| \| Ergebnis: 3:1 \| \| Zuschauer: 12.500 \| \| Spielbericht \|                                                                | \| 16. April 1980 in Paisley (Love Street) \| \| Ergebnis: 3:1 \| \| Zuschauer: 12.500 \| \| Spielbericht \|                                                                                   | Bristol City |
| FC St. Mirren                           | Billy Thomson – John Young, Billy Abercromby, Iain Munro, Mark Fulton, Jackie Copland, Jimmy Bone, Billy Stark, Doug Somner, Peter Weir, Alan Logan Cheftrainer: Jim Clunie | John Shaw – Gerry Sweeney, Alan Hay, Paul Stevens, Don Gillies, Kevin Baddeley, Trevor Tainton, Gary Smith (??. Ian Doyle), Kevin Mabbutt, Jimmy Mann, Pertti Jantunen Cheftrainer: Alan Dicks | Bristol City |
| FC St. Mirren                           | Doug Somner Alan Logan | Paul Stevens (81.) | Bristol City |
| 16. April 1980 in Paisley (Love Street) | | |              |
| Ergebnis: 3:1                           | | |              |
| Zuschauer: 12.500                       | | |              |
| Spielbericht                            | | |              |